# Sebadoh

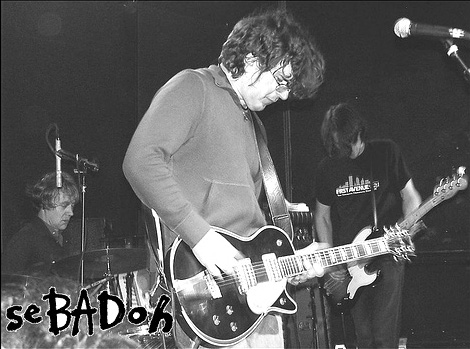
Sebadoh

Sebadoh is een Amerikaanse indierockband, opgericht in Westfield (Massachusetts) door Eric Gaffney en Dinosaur Jr.-bassist Lou Barlow. Later kwam ook Jason Loewenstein bij de band. Samen met Pavement en Guided by Voices was Sebadoh een pionier van de lo-fi. In 2007 kwam de band weer bij elkaar in zijn originele line-up.

## Discografie

### Studioalbums
- The Freed Man (1989)
- Weed Forestin' (1990)
- The Freed Weed (1990)
- Sebadoh III (1991)
- Smash Your Head on the Punk Rock (1992)
- Bubble and Scrape (1993)
- Bakesale (1994)
- Harmacy (1996)
- The Sebadoh (1999)
- Defend Yourself (2013)
- Act Surprised (2019)

### Singles
- Gimme Indie Rock (1991)
- Oven Is My Friend (1991)
- Asshole (1992)
- Soul and Fire (1993)
- Rebound/4 Song CD (1994)
- Skull (1994)
- Not Too Amused (1995)
- Beauty of the Ride (1996)
- Ocean (1996)
- Flame (1998)